# Kirchenbezirk Tuttlingen
Der Evangelische Kirchenbezirk Tuttlingen war einer der 43 Kirchenbezirke bzw. Kirchenkreise der Evangelischen Landeskirche in Württemberg. Sein Gebiet war deckungsgleich mit dem Dekanat Tuttlingen.
Seit dem 1. Januar 2025 ist der ehemalige Kirchenbezirk Tuttlingen Teil des neu gegründeten Kirchenbezirk Rottweil.

## Geografie
Der Kirchenbezirk Tuttlingen lag im Südwesten der württembergischen Landeskirche. Sein Gebiet umfasste fast den gesamten Landkreis Tuttlingen, also die Städte und Gemeinden Aldingen, Bärenthal, Balgheim, Böttingen, Bubsheim, Buchheim, Deilingen, Denkingen, Dürbheim, Durchhausen, Egesheim, Emmingen-Liptingen (nur Ortsteil Emmingen ab Egg), Fridingen an der Donau, Frittlingen, Geisingen, Gosheim, Gunningen, Hausen ob Verena, Immendingen, Irndorf, Königsheim, Kolbingen, Mahlstetten, Neuhausen ob Eck, Reichenbach am Heuberg, Renquishausen, Rietheim-Weilheim, Seitingen-Oberflacht, Spaichingen, Talheim, Trossingen, Tuttlingen, Wehingen und Wurmlingen, die Städte und Gemeinden Deißlingen, Dietingen (nur Hauptort), Rottweil, Wellendingen und Zimmern ob Rottweil des Landkreises Rottweil sowie die Stadtteile Schwenningen am Neckar und Weigheim der Stadt Villingen-Schwenningen im Schwarzwald-Baar-Kreis und die Gemeinde Beuron (ohne den Ortsteil Hausen im Tal) des Landkreises Sigmaringen.

### Nachbarkirchenbezirke
Der Kirchenbezirk Tuttlingen grenzte im Norden an den ehemaligen Kirchenbezirk Sulz am Neckar und im Nordosten an den Kirchenbezirk Balingen (beide Prälatur Reutlingen). Im Süden und Westen hatte er eine Grenze zur Evangelischen Landeskirche in Baden.

## Geschichte
Das Gebiet des ehemaligen Dekanats bzw. Kirchenbezirks Tuttlingen ist infolge der früheren Zugehörigkeit zu Vorderösterreich, zur Reichsstadt Rottweil und zum Fürstentum Fürstenberg sowie zu kleineren Herrschaften überwiegend katholisch geprägt. Nur Tuttlingen selbst, Schwenningen a. N., Trossingen mit Schura, Aldingen, Tuningen, Talheim, Rietheim, Hausen ob Verena und Neuhausen ob Eck gehörten zum alten Kernland Württembergs, wo ab 1534 die Reformation eingeführt wurde. In die meisten anderen Orte zogen überwiegend erst seit dem 19. Jahrhundert evangelische Bewohner zu und es wurden evangelische Kirchengemeinden gegründet.
Tuttlingen wurde nach Einführung der Reformation 1535 Sitz einer Spezialsuperintendentur, die zunächst zum Generalat Bebenhausen gehörte. 1810 kam das Dekanat Tuttlingen zum Generalat Tübingen, 1823 zum Generalat Reutlingen und 1913 zum Generalat Ulm, aus dem 1924 die heutige Prälatur Ulm hervorging. Seit 1956 gehört es zur Prälatur Reutlingen.
Am 1. Januar 1977 wurden die Kirchengemeinden Geisingen, Immendingen und Möhringen sowie die Bewohner aus Eßlingen von der Evangelischen Landeskirche in Baden in die württembergische Landeskirche umgegliedert.
Zum 1. Januar 2025 fusionierte der Kirchenbezirk Tuttlingen mit dem Kirchenbezirk Sulz am Neckar zum neu gegründeten Kirchenbezirk Rottweil.

## Leitung des Kirchenbezirks
Die Leitung des Kirchenbezirks oblag der Bezirkssynode, dem Kirchenbezirksausschuss (KBA) und dem Ordentlichen Stellvertreter im Dekanatamt Ulrich Dewitz, der zugleich Pfarrer der Kirchengemeinde Aldingen ist.

### Dekane des Kirchenbezirks Tuttlingen seit 1781
noch nicht komplett
- 1781–1803 Johann Samuel Heller
- 1804–1819 Johann Immanuel Schmid
- 1819–1838 Karl Friedrich Kapff

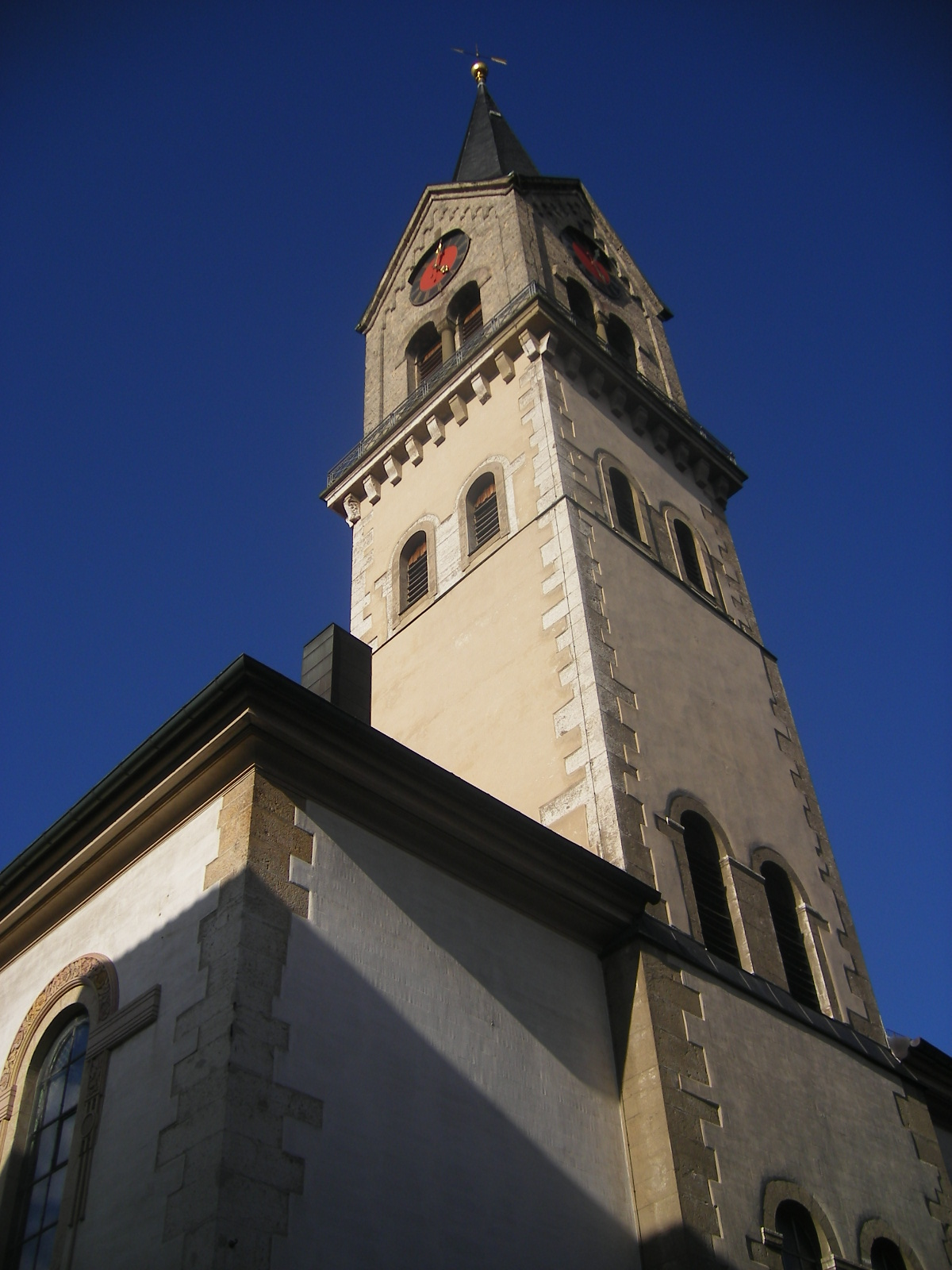
Die Stadtkirche Tuttlingen war Sitz der Dekane des Kirchenbezirkes Tuttlingen

- 1839–1842 Christian Gottlob von Moser
- 1842–1850 Friedrich Jakob Philipp Heim
- 1851–1879 Julius Hartmann
- 1880–1897 Karl Friedrich Jäger (1825–1903)
- 1898–1908 Friedrich Fischer (1853–1933)
- 1909–1920 Joseph Haller
- 1921–1933 Paul Hinderer (1870–1937)
- 1933–1934 ? Fircher (?)
- 1934–1935 ?? kommissarisch
- 1935–1948 Manfred Ebbinghaus
- 1948–1953 Ernst Lachenmann
- 1953–1965 Friedrich Stichler (1900–1996)
- 1965–1975 Erhard John (1920–2007)
- 1975–1987 Walter Schlenker (1928–2018)
- 1988–1997 Martin Mayer (1935–2013)
- 1998–2012 Frank Morlock (* 1952)
- 2012–2022 Sebastian Berghaus (* 1963)

Ab Februar 2023 war Pfarrer Ulrich Dewitz als Administrator und Ordentlicher Stellvertreter im Dekanatamt eingesetzt. Er leitete den Kirchenbezirk interimsmäßig bis zur Fusion in den neugegründeten Kirchenbezirk Rottweil am 1. Januar 2025.

## Kirchengemeinden
Im Kirchenbezirk Tuttlingen hatte insgesamt 21 Kirchengemeinden, von denen sich vier zur Gesamtkirchengemeinde Tuttlingen zusammengeschlossen haben, aber weiterhin eigenständige Körperschaften des öffentlichen Rechts bleiben. Die jeweils in Klammern hinter dem Namen der Kirchengemeinde angegebenen Gemeindegliederzahlen beziehen sich auf das Jahr 2005 und sind gerundet.
Das Gebiet des Kirchenbezirks Tuttlingen ist im Süden überwiegend evangelisch, im Norden jedoch überwiegend katholisch geprägt. Alte evangelische Kirchen bzw. Kirchengemeinden gibt es daher nur in den Orten, die schon früh die Reformation eingeführt haben, also überwiegend im altwürttembergischen Teil. In den mehrheitlich katholischen Orten der Reichsstadt Rottweil zogen evangelische Bewohner erst seit dem 19. Jahrhundert bzw. nach dem Zweiten Weltkrieg zu, so dass es dort meist jüngere evangelische Kirchengemeinden gibt.

### Kirchengemeinde Aldingen
Die Kirchengemeinde Aldingen (ca. 3.550) umfasst die Gemeinden Aldingen (mit Aixheim), Denkingen und Frittlingen. 1258 wurde in Aldingen bereits ein Pleban an der Pfarrkirche St. Mauritius erwähnt. Über die Herren von Blumberg gelangte der Kirchensatz an die Johanniterkommende Rottweil. Nach der Reformation wurde Aldingen evangelisch und 1549 wurde die Kirche erneuert. Weitere Veränderungen gab es 1593 und 1720. 1887 wurde sie renoviert.
Die Nachbarorte Aixheim, Denkingen und Frittlingen blieben nach der Reformation katholisch. Die überwiegend erst nach dem Zweiten Weltkrieg zugezogenen evangelischen Bewohner wurden der Kirchengemeinde Aldingen zugeordnet. 1968 wurde in Denkingen im Wohngebiet Lachen eine eigene evangelische Kirche erbaut.
Durch Bekanntmachung des Oberkirchenrats vom 18. März 1949 wurde die Kirchengemeinde Aldingen um die Orte Egesheim (mit Bärental/Hammer), Königsheim und Reichenbach am Heuberg (ohne Holzwiesen), die bis dahin zur Kirchengemeinde Oberdigisheim (Kirchenbezirk Balingen) gehörten, vergrößert. In diese Orte waren evangelische Bewohner überwiegend erst nach dem Zweiten Weltkrieg zugezogen. Durch Bekanntmachung vom 14. April 1953 wurden diese Orte (wieder) von der Kirchengemeinde Aldingen abgetrennt und zusammen mit den bereits zuvor zu Aldingen gehörigen Orten Wehingen, Gosheim und Deilingen zur neuen Kirchengemeinde Wehingen zusammengeschlossen. Dieser neuen Kirchengemeinde wurde darüber hinaus noch Bubsheim (bisher zur Kirchengemeinde Rietheim gehörig) zugeordnet.

### Kirchengemeinde Deißlingen
Die Kirchengemeinde Deißlingen (ca. 1.430) umfasst die Gemeinde Deißlingen (einschließlich des Ortsteils Lauffen ob Rottweil) sowie den Ortsteil Wildenstein der Gemeinde Zimmern ob Rottweil und den Weiler Unterrotenstein des Rottweiler Stadtteils Hausen ob Rottweil. Deißlingen sowie das Umland blieb nach der Reformation katholisch. Überwiegend erst nach dem Zweiten Weltkrieg zogen auch evangelische Bewohner zu. 1957/58 wurde eine eigene Kirche in Deißlingen (Pauluskirche) erbaut und später auch eine eigene Kirchengemeinde gegründet. Ihr wurden später auch Lauffen ob Rottweil sowie durch Bekanntmachung des Oberkirchenrats vom 4. Juni 1974 auch Unterrotenstein und Wildenstein (beide zuvor zur Kirchengemeinde Flözlingen gehörig) zugeordnet. 1987 wurde ein Gemeindehaus errichtet. Die Pauluskirche wurde 2024 mit einem Anbau erweitert.

### Kirchengemeinde Flözlingen-Zimmern

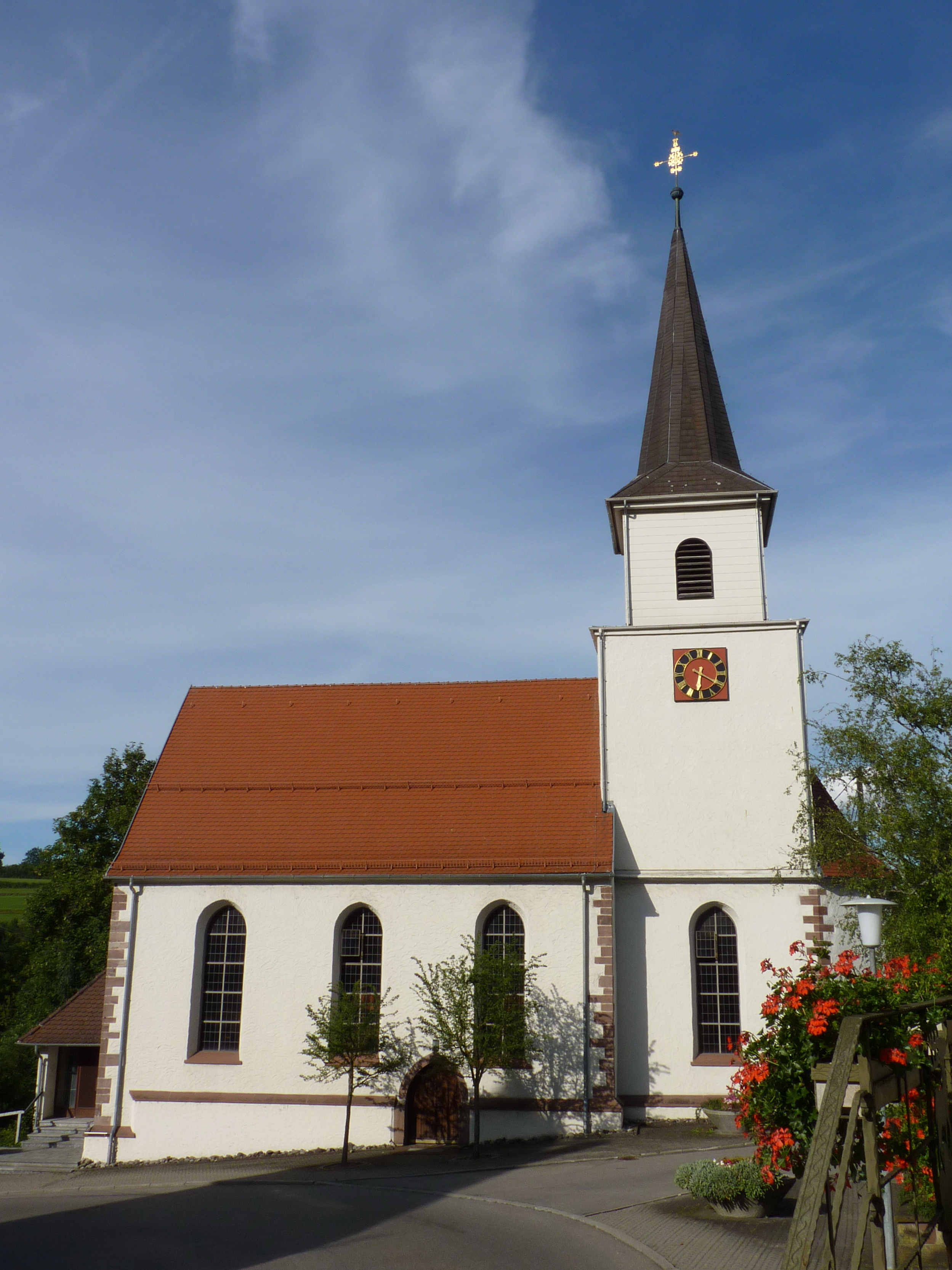
Evangelische Kirche Flözlingen

Die Kirchengemeinde Flözlingen-Zimmern (ca. 1.600) umfasst die Gemeinde Zimmern ob Rottweil (ohne Ortsteil Wildenstein). Sitz der Kirchengemeinde ist der Ortsteil Flözlingen, weshalb die Kirchengemeinde bis 1995 nur nach Flözlingen benannt war. Mit Wirkung vom 5. September 1995 wurde die Kirchengemeinde Flözlingen in Flözlingen-Zimmern umbenannt.
Flözlingen wurde 1360/70 als Filialort von Stetten genannt. Das Patronat der Kirche hatten die Herren von Falkenstein, die es an Württemberg abtraten. Nach der Reformation wurde Flözlingen evangelische Pfarrei. Die gotische Kirche mit Chorturm wurde 1717 erneuert. Baumeister war Heinrich Arnold von Rosenfeld.
Die evangelischen Bewohner der überwiegend katholischen Nachbarorte und heutigen Ortsteile von Zimmern ob Rottweil (Horgen, Stetten ob Rottweil und Zimmern ob Rottweil), die überwiegend erst nach dem Zweiten Weltkrieg zuzogen, gehörten zunächst zur Kirchengemeinde Rottweil. Durch Bekanntmachung des Oberkirchenrats vom 30. Juni 1975 wurden diese Orte der Kirchengemeinde und Pfarrei Flözlingen zugeordnet. Der Ortsteil Wildenstein der Gemeinde Zimmern ob Rottweil wurde hingegen durch Bekanntmachung des Oberkirchenrats vom 4. Juni 1974 der Kirchengemeinde Deißlingen zugeordnet.

### Kirchengemeinde Geisingen
Die Kirchengemeinde Geisingen (ca. 1.250) umfasst die Stadt Geisingen. Das Gebiet der Stadt Geisingen blieb nach der Reformation als Teil des Fürstentums Fürstenberg katholisch. 1806 kam das Gebiet an Baden. Überwiegend erst nach dem Zweiten Weltkrieg zogen auch evangelische Bewohner zu. Sie gehörten zunächst zur Kirchengemeinde Immendingen. 1957 wurde in Geisingen eine eigene Kirche erbaut und später auch eine Kirchengemeinde gegründet. Ihr wurden auch die evangelischen Bewohner des heutigen Stadtteils Aulfingen zugeordnet. Am 1. Januar 1977 wechselte die Kirchengemeinde Geisingen von der Evangelischen Landeskirche in Baden in die württembergische Landeskirche. Gleichzeitig wurden die Geisinger Stadtteile Gutmadingen, Kirchen-Hausen und Leipferdingen, die bis dahin zur Kirchengemeinde Immendingen gehörten, der Kirchengemeinde Geisingen zugeordnet.

### Kirchengemeinde Hausen ob Verena
Die Kirchengemeinde Hausen ob Verena (ca. 950 Gemeindeglieder) umfasst heute die Gemeinden Hausen ob Verena und Seitingen-Oberflacht. Eine Kirche und Pfarrei in Hausen ob Verena wurde 1275 erstmals erwähnt. Im Spätmittelalter war die Pfarrei mit Gunningen vereinigt. Das Dorf selbst gehörte – gemeinsam mit Rietheim – zur Herrschaft Hohenkarpfen. Hans III. von Karpfen, ein Urenkel des württembergischen Herzogs Eberhard im Bart, entließ 1563 den altgläubigen Pfarrer und führte die Reformation in seinem kleinen Herrschaftsgebiet ein. 1565 zog der erste evangelische Pfarrer im Hausener Pfarrhaus ein. Auch nach dem Aussterben des Hauses von Hohenkarpfen im ausgehenden 17. Jh. blieb Hausen ob Verena gemeinsam mit Rietheim württembergisch und damit evangelisch. 1846 wurde in Rietheim eine Pfarrverweserei und 1895 eine eigene Pfarrei errichtet. Zur selben Zeit erlangte auch die bisherige Filiale Spaichingen ihre Selbstständigkeit mit eigener Pfarrei. Das Patronat der Hausener Kirche oblag im Spätmittelalter der Herrschaft Karpfen und dem Kloster St. Georgen. Die ursprünglich spätgotische Kirche St. Stephanus wurde im 18. Jahrhundert umgebaut.
Die Nachbargemeinde Seitingen-Oberflacht blieb nach der Reformation katholisch. Die überwiegend erst nach dem Zweiten Weltkrieg zugezogenen evangelischen Bewohner wurden der Kirchengemeinde Hausen ob Verena zugeordnet. Dieser ständig wachsende Gemeindeteil erhielt 1968 die evangelische Lukaskapelle in Seitigen, Hohnerstr. 1. Bis 1992 gehörten auch die evangelischen Bewohner der überwiegend katholischen Gemeinde Gunningen zur Kirchengemeinde Hausen ob Verena. Mit Wirkung vom 28. Januar 1992 wurde Gunningen der Kirchengemeinde Schura zugeordnet. Auch die evangelischen Bewohner der überwiegend katholischen Stadt Spaichingen gehörten anfangs zur Kirchengemeinde Hausen ob Verena, bevor in Spaichingen eine eigene Filialkirchengemeinde errichtet wurde, die durch Bekanntmachung des Oberkirchenrats vom 13. Oktober 1955 von der Muttergemeinde Hausen ob Verena losgelöst und zur selbständigen Kirchengemeinde erhoben wurde.
Die Kirchengemeinde Hausen ob Verena mit Seitingen-Oberflacht zeichnet sich durch ihre engagierte Kinder- und Jugendarbeit aus. 2004 wurde im großen Pfarrgarten ein Beachvolleyballfeld eingerichtet.
Literatur zur Geschichte der Pfarrei Hausen ob Verena:
- Gustav Bossert: Die Reformation in Tuttlingen und Umgegend. BWKG 15 (1911), 19–52.
- Gustav Bossert: Hausen ob Verena als Hohenkarpfische Patronatspfarrei 1513–1663. BWKG 25 (1921), 195–213.

### Kirchengemeinde Immendingen
Die Kirchengemeinde Immendingen (ca. 1.150) umfasst die Gemeinde Immendingen. Das Gebiet der Gemeinde Immendingen blieb nach der Reformation katholisch. 1806 kam das Gebiet an Baden. Ende des 19. Jahrhunderts sowie in den heutigen Ortsteilen überwiegend erst nach dem Zweiten Weltkrieg zogen auch evangelische Bewohner zu. So wurde bereits 1897 in Immendingen eine eigene Kirche erbaut und auch eine Kirchengemeinde gegründet. 1959/60 wurde die Kirche abgebrochen und durch einen Neubau ersetzt. Zur Pfarrei gehörten ursprünglich alle Orte der Oberen Donau (Emmingen ab Egg, Geisingen, Hattingen, Hintschingen, Mauenheim, Möhringen und Zimmern), bis in den 1970er Jahren die Kirchengemeinden Geisingen und Möhringen (mit Emmingen) gebildet wurden. Seither umfasst die Kirchengemeinde Immendingen nur noch die Gemeinde Immendingen mit ihren Ortsteilen Hattingen, Hintschingen, Mauenheim und Zimmern.
Am 1. Januar 1977 wechselte die Kirchengemeinde Immendingen von der Evangelischen Landeskirche in Baden in die württembergische Landeskirche. Gleichzeitig wurde der Immendinger Ortsteil Ippingen, der bis dahin zur Kirchengemeinde Öfingen (Stadt Bad Dürrheim) gehörte, der Kirchengemeinde Immendingen zugeordnet. Am 1. Januar 1981 wurden die Orte Möhringen und Emmingen ab Egg von der Kirchengemeinde Immendingen abgetrennt und zur eigenständigen Kirchengemeinde erhoben.

### Kirchengemeinde Möhringen
Die Kirchengemeinde Möhringen (ca. 2.050) umfasst den Stadtteil Möhringen der Stadt Tuttlingen sowie den Ortsteil Emmingen ab Egg der Gemeinde Emmingen-Liptingen. Möhringen und Emmingen ab Egg blieben nach der Reformation katholisch. Die später zugezogenen evangelischen Bewohner wurden zunächst der Kirchengemeinde Immendingen zugeordnet. 1952 wurde eine eigene Kirche in Möhringen erbaut. 1962 wurde die Kirche ausgebaut und sie bekam ihre heutige Gestalt mit Sakristei, Nebenräumen und einem Glockenturm. Mit der Wiedereröffnung erhielt sie den Namen Kreuzkirche.
Am 1. Januar 1977 wechselte die Kirchengemeinde Immendingen unter anderem mit den zugehörigen Filialorten Emmingen ab Egg und Möhringen von der Evangelischen Landeskirche in Baden in die württembergische Landeskirche. Liptingen verblieb zunächst noch in Baden und gehörte zur Kirchengemeinde Stockach. Am 1. Januar 1981 wurde Möhringen zusammen mit dem Filialort Emmingen ab Egg eine eigene Kirchengemeinde. Emmingen erhielt 1982 auch eine eigene evangelische Kirche mit Gemeindehaus. 1983 wurde Möhringen dann selbständige Pfarrei. Infolgedessen wurde 1984/85 in der Möhringer Vorstadt ein eigenes Pfarrhaus mit Gemeindehaus gebaut. Durch Gesetz vom 5. September 1989 wurde der bislang zur Kirchengemeinde Stockach gehörige Ort Liptingen der Gemeinde Emmingen-Liptingen wie bereits Emmingen 1977 ebenfalls in die württembergische Landeskirche umgegliedert und der Kirchengemeinde Möhringen zugeordnet.

### Christuskirchengemeinde Mühlheim an der Donau
Die Christuskirchengemeinde Mühlheim an der Donau (ca. 2.450) umfasst die Gemeinden Mühlheim an der Donau, Bärenthal, Beuron (ohne Hausen im Tal), Buchheim, Fridingen an der Donau, Irndorf, Kolbingen und Renquishausen sowie den Stadtteil Nendingen (ohne Altental) der Stadt Tuttlingen. Mühlheim an der Donau und das gesamte Umland blieben nach der Reformation katholisch. Überwiegend erst nach dem Zweiten Weltkrieg zogen auch evangelische Bewohner zu. 1963 wurde in Mühlheim an der Donau eine eigene Pfarrei errichtet. 1965 wurde die Christuskirche mit Gemeindezentrum und Kindergarten in Mühlheim an der Donau erbaut und durch Bekanntmachung des Oberkirchenrats vom 6. Dezember 1963 die selbständige Kirchengemeinde Mühlheim an der Donau gegründet, nachdem das Kultusministerium die neue Kirchengemeinde mit Schreiben vom 24. Juni 1963 als Körperschaft des öffentlichen Rechts anerkannt hatte. Ihr wurden die evangelischen Bewohner der umliegenden Gemeinden Bärenthal, Beuron, Fridingen an der Donau, Irndorf, Kolbingen, Nendingen (heute zu Tuttlingen gehörig), Renquishausen und Stetten/Donau (heute zu Mühlheim an der Donau gehörig) zugeordnet, die zuvor überwiegend zur Pfarrei Neuhausen ob Eck gehörten. Bärenthal und Beuron gehörten zuvor seit 1951 zur Kirchengemeinde Tuttlingen. Bis 1. April 1951 gehörten sie noch als ehemals hohenzollerische Orte zur Kirchengemeinde Sigmaringen, welche seinerzeit mit anderen Kirchengemeinden von der Evangelischen Kirche der Altpreußischen Union in die württembergische Landeskirche umgegliedert wurde. Dabei wurden u. a. die Orte Bärenthal und Beuron abgetrennt und der Kirchengemeinde Tuttlingen zugeordnet. Der zu Nendingen gehörige Weiler Altental wurde jedoch durch Bekanntmachung des Oberkirchenrats vom 4. Januar 1968 der Kirchengemeinde Tuttlingen zugeordnet. 1970 wurde in Nendingen eine eigene Kirche Krippe Christi mit Gemeindesaal erbaut. Eine weitere Kirche, die Kreuzkirche steht in Fridingen an der Donau und ein vierter Gottesdienstraum befindet sich in Kolbingen in der Oberdorfstraße. Mit Wirkung vom 26. September 2000 wurde die Kirchengemeinde Mühlheim an der Donau in Christuskirchengemeinde Mühlheim an der Donau umbenannt.
Die evangelischen Bewohner in Buchheim wurden erst mit Gesetz vom 5. September 1989 von der Evangelischen Landeskirche in Baden (Kirchengemeinde Meßkirch) in die württembergische Landeskirche umgegliedert und der Kirchengemeinde Mühlheim/Donau angegliedert.
Die Christuskirchengemeinde Mühlheim an der Donau ist Träger eines Kindergartens in Mühlheim.

### Kirchengemeinde Neuhausen ob Eck

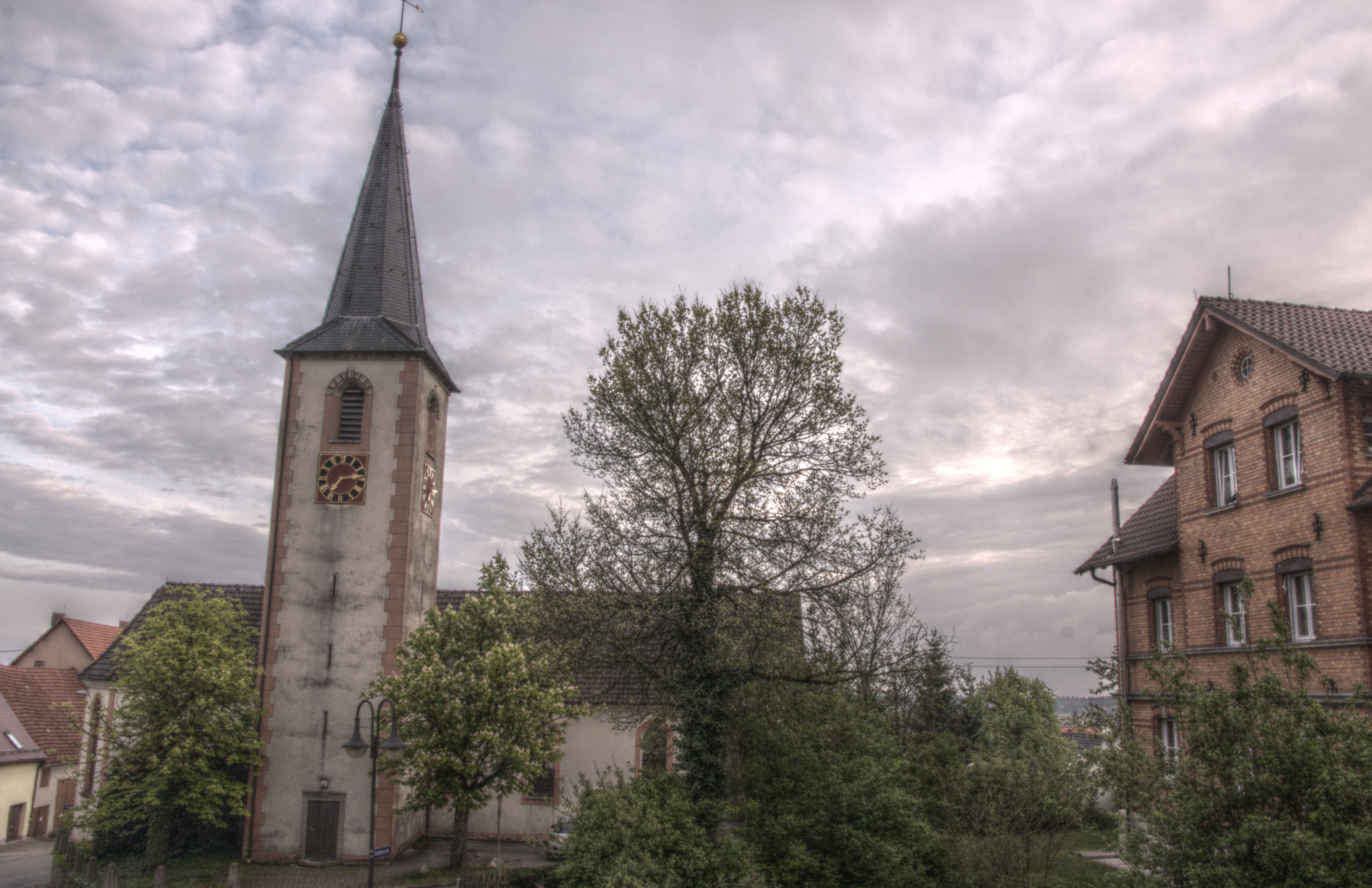
Gervasiuskirche in Neuhausen ob Eck

Die Kirchengemeinde Neuhausen ob Eck (ca. 1.400) umfasst die Gemeinde Neuhausen ob Eck. An der Pfarrkirche Neuhausen wurde 1275 ein Pleban erwähnt. Der Kirchensatz war im Besitz des Klosters Allerheiligen in Schaffhausen. Die ursprünglich dem Hl. Gervasius geweihte Kirche wurde nach dem Brand 1549 wiederhergestellt.
Die heutigen Neuhausener Ortsteile Schwandorf und Worndorf blieben nach der Reformation katholisch. Die erst später zugezogenen evangelischen Bewohner gehörte zunächst zur Kirchengemeinde Stockach bzw. Meßkirch. Durch Gesetz vom 5. September 1989 wurden sie von der Evangelischen Landeskirche in Baden in die württembergische Landeskirche umgegliedert und der Kirchengemeinde Neuhausen ob Eck zugeordnet. Zur Pfarrei Neuhausen ob Eck gehörten früher auch die evangelischen Bewohner einiger anderer umliegender überwiegend katholische Orte, wie z. B. Fridingen an der Donau. Diese wurden später der Kirchengemeinde Mühlheim an der Donau zugeordnet.

### Kirchengemeinde Rietheim

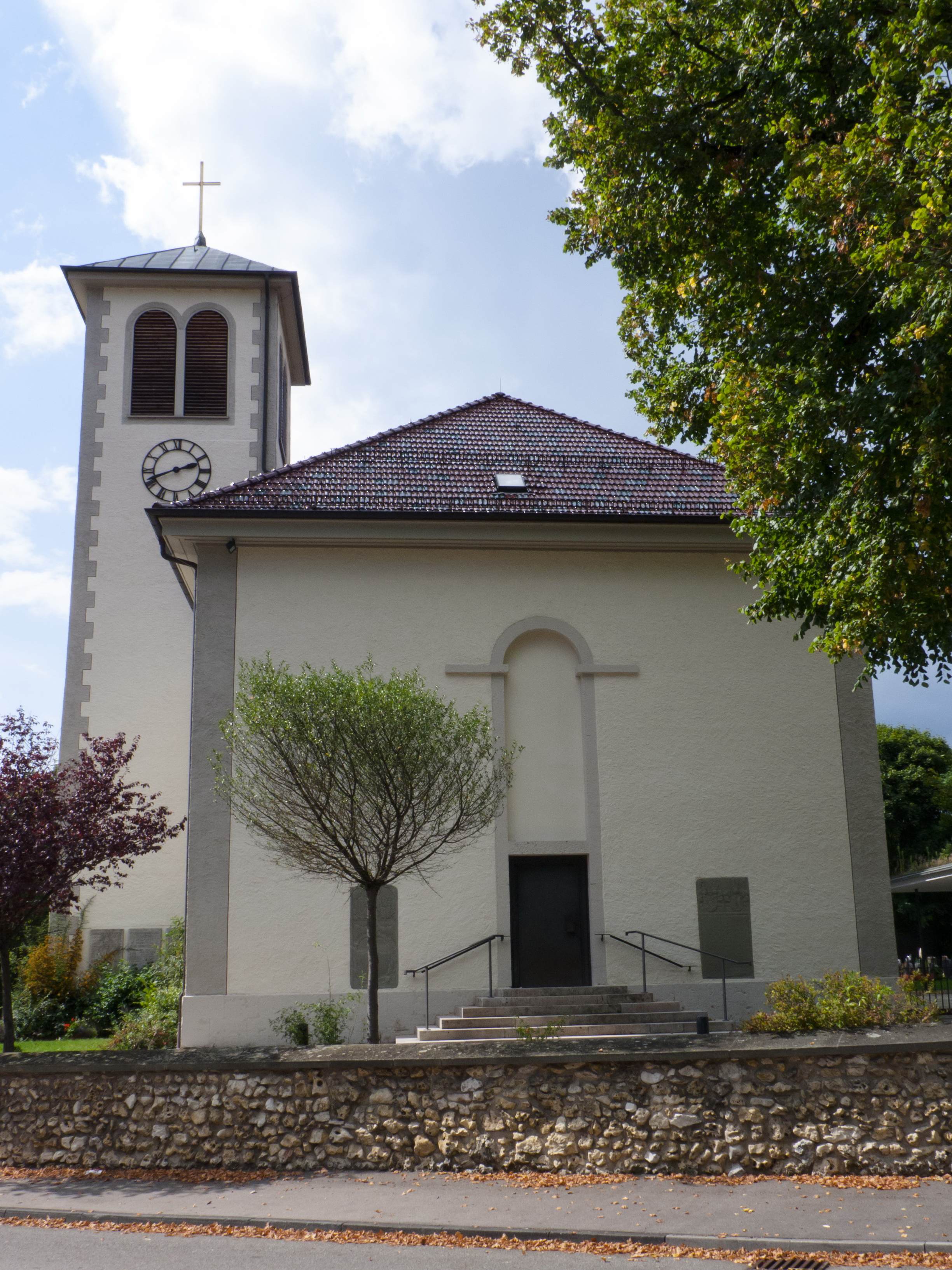
Evangelische Kirche Rietheim

Die Kirchengemeinde Rietheim (ca. 1.450) umfasst die Gemeinden Rietheim-Weilheim, Böttingen, Bubsheim, Dürbheim, Königsheim und Mahlstetten. 1275 wurde in Rietheim eine Pfarrei erwähnt. Sie ging wohl 1350 unter. Um 1450 wurde Rietheim von Wurmlingen ausersehen. 1471 gehörte der Ort zur Martinskaplanei Tuttlingen und ab etwa 1600 zur Pfarrei Hausen ob Verena. 1846 wurde in Rietheim eine Pfarrverweserei und 1895 eine eigene Pfarrei errichtet. Die Kirche in Rietheim war wohl vor der Reformation St. Silvester geweiht. Im 19. Jahrhundert wurde die Kirche bis auf den frühromanischen Turm abgebrochen und 1835 neu erbaut. 1886 und 1901 wurde sie erweitert.
Die Nachbargemeinden Böttingen, Dürbheim, Mahlstetten und Weilheim blieben nach der Reformation katholisch. Die überwiegend erst nach dem Zweiten Weltkrieg zugezogenen evangelischen Bewohner wurden der Kirchengemeinde Rietheim zugeordnet. Seit 1. Januar 2007 gehören auch die evangelischen Bewohner aus Bubsheim und Königsheim zur Kirchengemeinde Rietheim. Zuvor gehörten diese zur Kirchengemeinde Wehingen, wobei Bubsheim bereits bis 1953 zur Kirchengemeinde Rietheim gehörte und damals der neu gebildeten Kirchengemeinde Wehingen zugeordnet wurde. Königsheim gehörte vor 1953 zur Kirchengemeinde Aldingen.

### Kirchengemeinde Rottweil

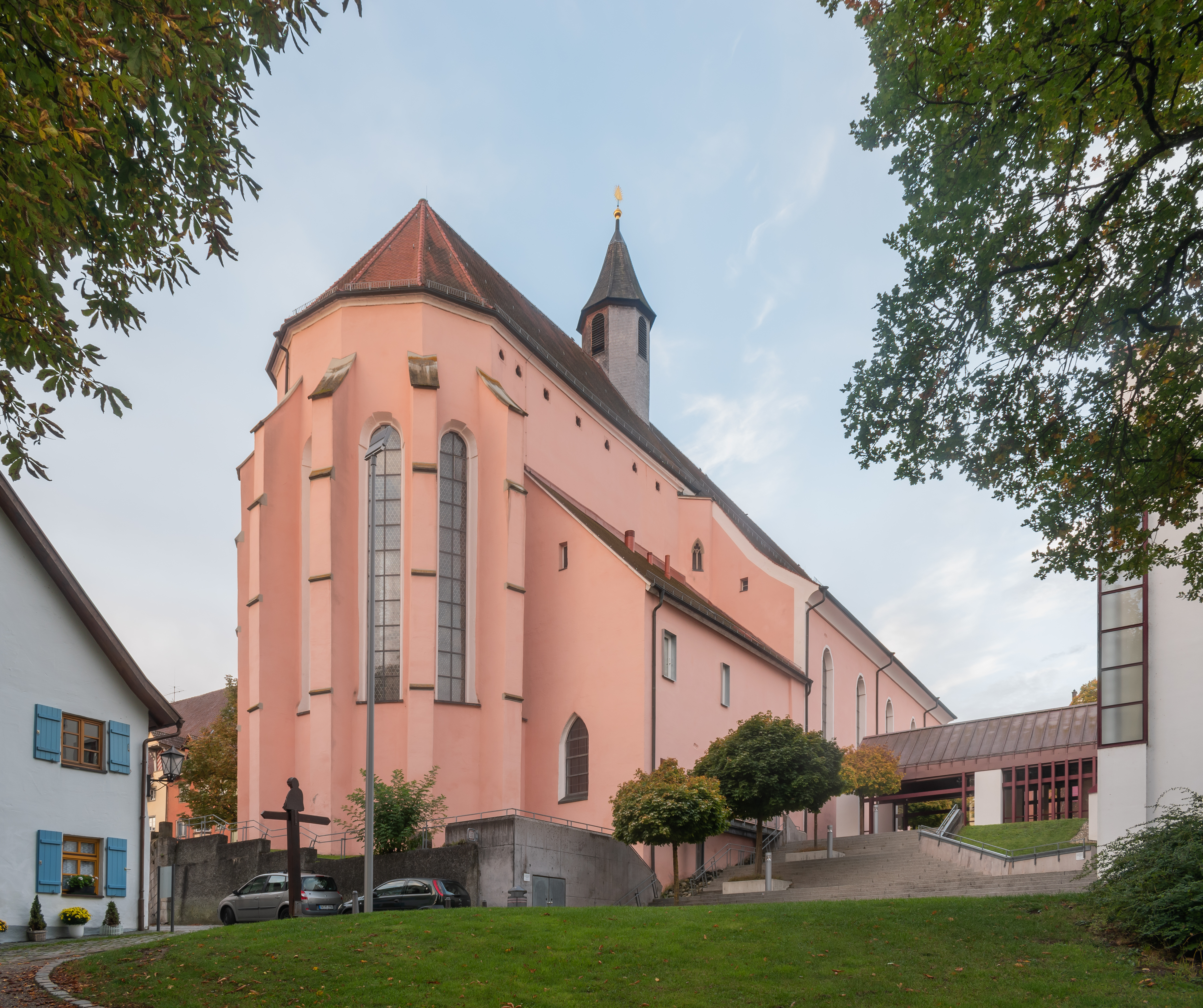
Die Predigerkirche in Rottweil ist die Stadtkirche der Protestanten

Die Kirchengemeinde Rottweil (ca. 8.000) umfasst die Stadt Rottweil (mit ihren Stadtteilen, jedoch ohne Unterrotenstein), die Gemeinden Bösingen (einschließlich Herrenzimmern), Villingendorf und Wellendingen (einschließlich Wilflingen) sowie den Hauptort der Gemeinde Dietingen. Die Ortsteile Dietingens gehören zu benachbarten Kirchengemeinden der Kirchenbezirke Balingen bzw. Sulz am Neckar.
Das Gebiet der Freien Reichsstadt Rottweil blieb nach der Reformation katholisch. Im 19. Jahrhundert zogen aber auch Protestanten nach Rottweil. Bereits ab 1802 wohnten württembergische Militärangehörigen in Rottweil, die von Flözlingen aus versorgt wurden. Einen eigenen Garnisonsprediger gab es ab 1807. Die erste zivile Pfarrei wurde 1818 in Rottweil eingerichtet. Die evangelische Kirchengemeinde erhielt die ehemalige Dominikanerklosterkirche, genannt Predigerkirche, als Stadtpfarrkirche. Nach dem Zweiten Weltkrieg wurden drei weitere Pfarreien errichtet, 1958 die zweite, 1978 die dritte und 2000 die vierte Pfarrei. Sie tragen die Bezeichnungen Mitte, Nord, Nordwest und Süd. Die Stadtkirche ist bis heute die einzige evangelische Kirche im Stadtgebiet. Zu ihr gehören auch die Evangelischen, die in den Rottweiler Stadtteilen Feckenhausen, Göllsdorf, Hausen ob Rottweil, Neufra, Neukirch und Zepfenhan und in den Nachbargemeinden Bösingen, Dietingen (nur Hauptort), Villingendorf und Wellendingen wohnen, wobei der Wellendinger Ortsteil Wilflingen bis 1951 zur Kirchengemeinde Hechingen und damit zur Evangelischen Kirche der Altpreußischen Union gehörte. Als zum 1. April 1951 die Kirchengemeinde Hechingen mit anderen Kirchengemeinden in die württembergische Landeskirche umgegliedert wurde, wurden die evangelischen Bewohner von Wilflingen von der Kirchengemeinde Hechingen abgetrennt und der Kirchengemeinde Rottweil angegliedert. Der Dietinger Ortsteil Gößlingen wurde mit Wirkung vom 1. November 1995 ebenfalls der Kirchengemeinde Rottweil zugeordnet. Bis dahin gehörte er zur Kirchengemeinde Täbingen (Kirchenbezirk Balingen). Der Rottweiler Wohnplatz Unterrotenstein wurde bereits durch Bekanntmachung des Oberkirchenrats vom 4. Juni 1974 der Kirchengemeinde Deißlingen zugeordnet.
Bis 1969 gehörte auch Talhausen (Gemeinde Epfendorf) zur Kirchengemeinde Rottweil. Durch Bekanntmachung des Oberkirchenrats vom 3. November 1969 wurde Talhausen jedoch der Kirchengemeinde Trichtingen (Kirchenbezirk Sulz am Neckar) zugeordnet. Mit gleicher Bekanntmachung wurde der Vaihinger Hof (Gemeinde Neukirch) von der Kirchengemeinde Täbingen (Kirchenbezirk Balingen) in die Kirchengemeinde Rottweil umgegliedert.

### Kirchengemeinde Schwenningen am Neckar

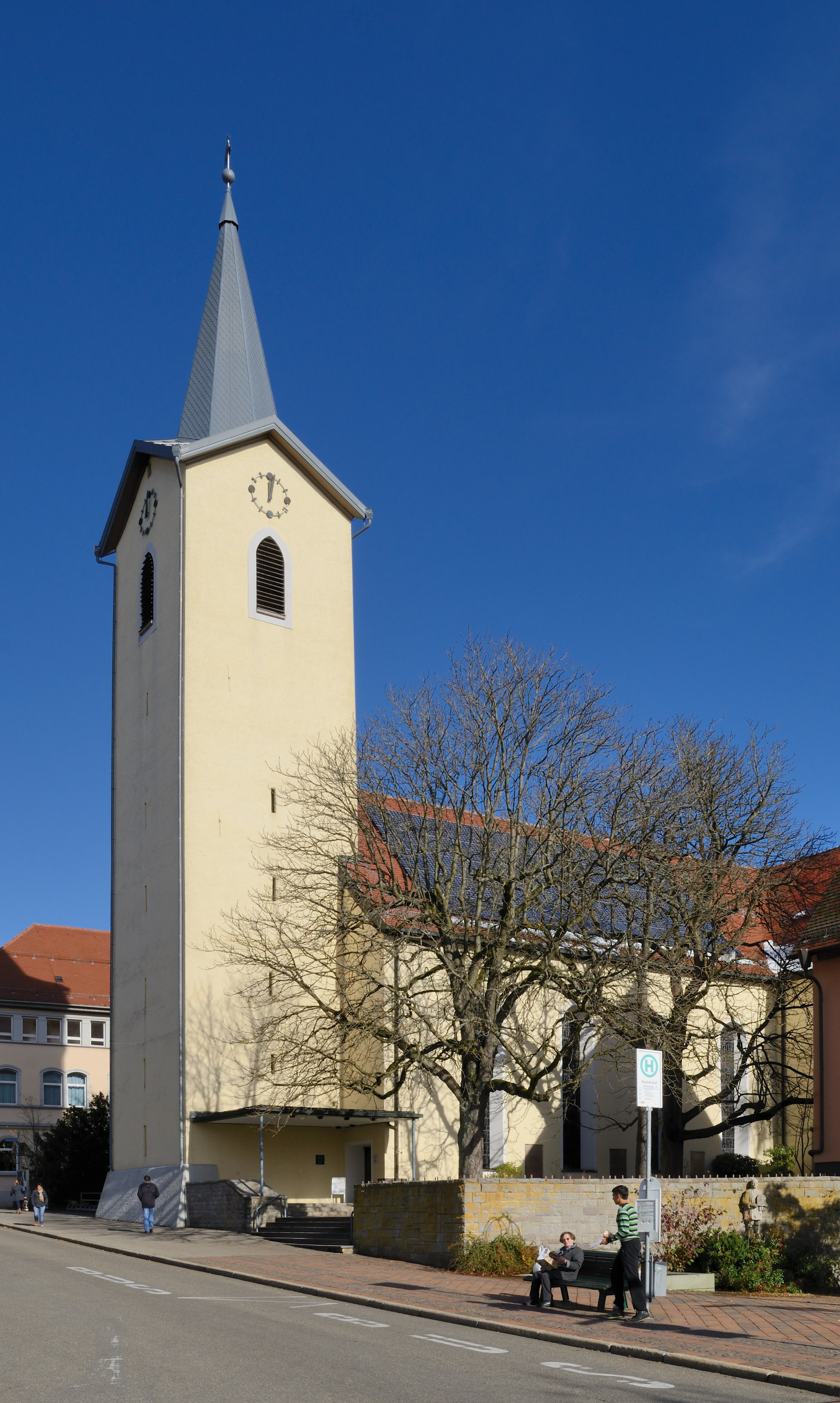
Evangelische Stadtkirche Schwenningen

Die Kirchengemeinde Schwenningen am Neckar (ca. 10.900) umfasst den Stadtbezirk Schwenningen am Neckar der Stadt Villingen-Schwenningen.
1275 gab es sowohl in Ober- als auch in Unterschwenningen jeweils eine Kirche. In Oberschwenningen bestand die Michaelskirche und in Unterschwenningen die St. Vinzenz-Kirche. Wenngleich die Vinzenzkirche allmählich zur Filialkirche von St. Michael herabgestuft wurde, so wurde sie nach der Reformation die alleinige Pfarrkirche von Schwenningen. Bereits seit 1444 war Schwenningen württembergisch. Das Herzogtum Württemberg führte ab 1535 die Reformation ein, so dass Schwenningen im Gegensatz zur Nachbarstadt Villingen bis ins 19. Jahrhundert rein evangelisch war. Nach der Reformation wurde die Michaelskirche abgebrochen. 1563 erhielt die Vinzenzkirche einen neuen Turm, 1700 ein neues Schiff und 1837/38 ein Querschiff und eine Erhöhung des Turmes. An der nunmehrigen Stadtkirche wurde infolge des starken Zuzugs von Protestanten bereits 1835 eine zweite Pfarrstelle eingerichtet. 1907 wurde der Bezirk Pauluskirche (Kirche von 1910), 1922 der Bezirk Johanneskirche (Notkirche von 1931, 1959/60 Neubau) abgetrennt, jeweils mit eigener Pfarrstelle. Innerhalb des Bezirks Johanneskirche entstand 1965 das Pfarramt Johannes II. Ferner entstand, auch mit eigener Pfarrstelle, der Bezirk Markuskirche (1956–2004 ehem. Friedhofskapelle als Markuskirche, seit 1972 Rinelen-Gemeindezentrum, Name seit 2004: Markuszentrum). In den heutigen vier Kirchen, Johanneskirche, Markuszentrum, Pauluskirche und Stadtkirche versehen somit insgesamt sechs Pfarrerinnen und Pfarrer ihre Dienste, zusätzlich gibt es eine gemeinsame Krankenhauspfarrstelle für die Kliniken Villingen und Schwenningen.

### Kirchengemeinde Spaichingen
Die Kirchengemeinde Spaichingen (ca. 2.800) umfasst die Stadt Spaichingen. Die Stadt blieb als Teil Vorderösterreichs nach der Reformation katholisch. Vor allem nach dem Zweiten Weltkrieg zogen auch evangelische Bewohner zu, die zunächst zur Kirchengemeinde Hausen ob Verena gehörten, bis in Spaichingen eine eigene Filialkirchengemeinde errichtet wurde. 1905 wurde eine eigene Kirche und Pfarrei errichtet. Ihr wurden später auch die evangelischen Bewohner aus Balgheim zugeordnet. Durch Bekanntmachung des Oberkirchenrats vom 13. Oktober 1955 wurde die Filialkirchengemeinde Spaichingen von der Muttergemeinde Hausen ob Verena losgelöst und zur selbständigen Kirchengemeinde erhoben.

### Kirchengemeinde Talheim
Die Kirchengemeinde Talheim (ca. 850) umfasst die Gemeinde Talheim und den Stadtteil Eßlingen der Stadt Tuttlingen. Eine Kirche St. Ägidius, später St. Brigitta wurde in Talheim 1275 erstmals erwähnt. Das Patronatsrecht hatte das Domkapitel Konstanz, wohl als Nachfolger des Klosters Reichenau. Württemberg führte die Reformation ein und nahm das Patronatsrecht an sich. Die Kirche wurde 1811 vergrößert und umgebaut. Dabei wurde der Turm des bisherigen Baus beibehalten.
Eßlingen blieb nach der Reformation katholisch. Die später zugezogenen evangelischen Bewohner wurden zunächst der badischen Pfarrei Öfingen zugeordnet. Durch Erlass des Evangelischen Oberkirchenrats Stuttgart von 31. Juli 1952 wurden die Evangelischen im badischen Eßlingen der Pfarrei Talheim zugeordnet. Am 1. Januar 1977 wurden die Evangelischen aus Eßlingen der Kirchengemeinde Tuttlingen zugeordnet.

### Kirchengemeinde Trossingen-Schura

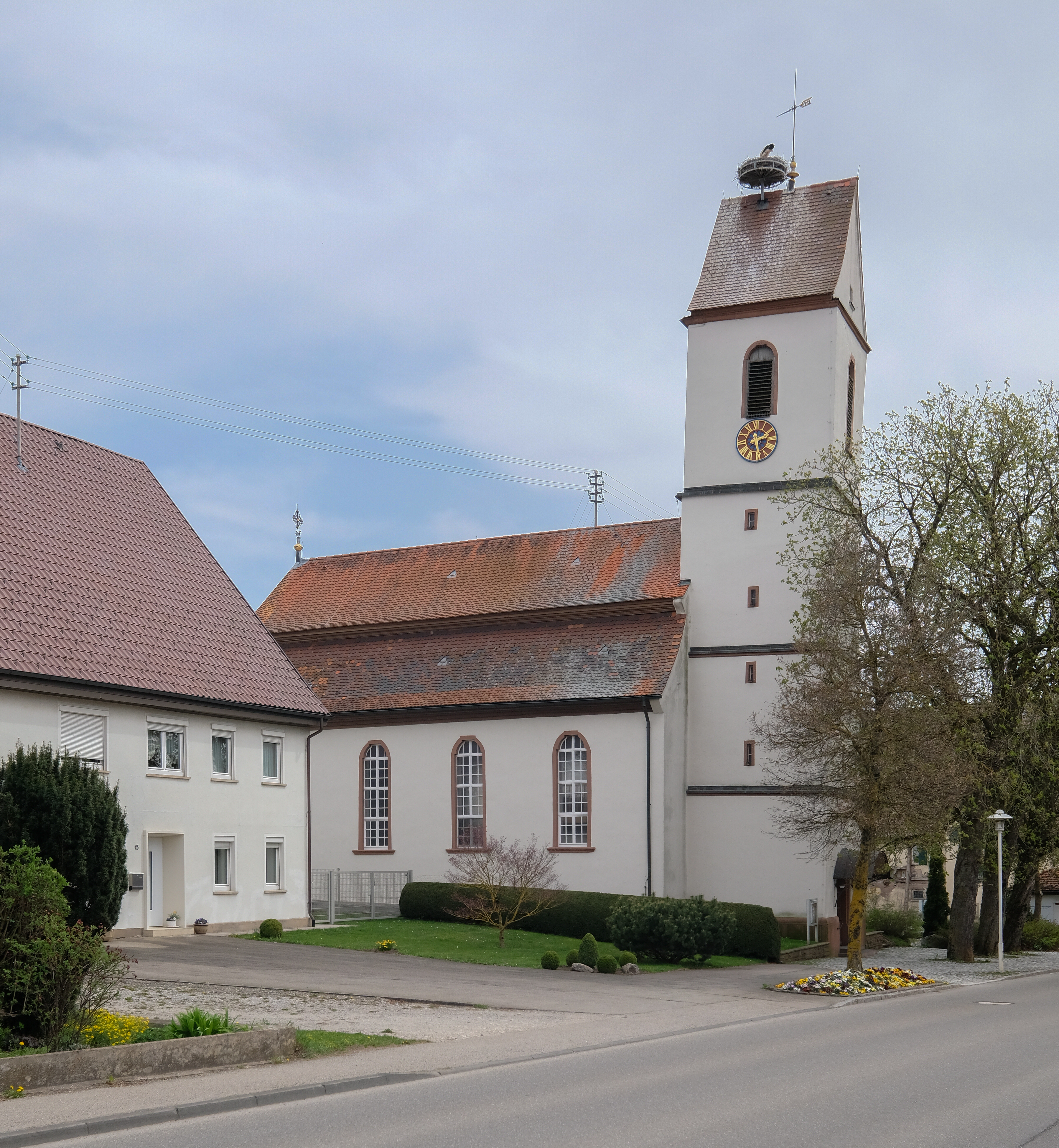
Evangelische Kirche Schura

Die Kirchengemeinde Trossingen (ca. 5.650) umfasst die Kernstadt von Trossingen, den Wohnplatz Bundesbahnhof Trossingen, welcher erst durch Bekanntmachung des Oberkirchenrats vom 12. März 1962 von der Kirchengemeinde Deißlingen hierher umgegliedert wurde, sowie den Stadtteil Schura der Stadt Trossingen, die Gemeinden Durchhausen und Gunningen sowie den Stadtteil Weigheim der Stadt Villingen-Schwenningen.
An der Pfarrkirche in Trossingen wurde 1275 ein Pleban erwähnt. Sie gehörte dem Kloster Reichenau. Württemberg führte die Reformation ein und hob 1536 die Kaplanei auf. Die heutige Kirche in Trossingen geht zurück auf die ursprünglich Beatae Mariae Virginis, also der Heiligen Jungfrau Maria geweihte Kirche in Niederhofen. Bis ins 19. Jahrhundert bestand Trossingen aus dem unteren Dorf Niederhofen und dem oberen Dorf Sontheim. Die Kirche in Niederhofen wurde 1746 bis auf das Turmuntergeschoss abgebrochen und durch einen größeren Neubau ersetzt, der 1933 den Namen Martin-Luther-Kirche erhielt. In Sontheim gab es eine Kirche St. Anna, die nach der Reformation als Pfarrkirche aufgehoben und später teilweise abgebrochen wurde. Reste waren noch bis ins 20. Jahrhundert vorhanden. 1953 wurde eine zweite evangelische Pfarrei (Pfarramt West) errichtet. Das bisherige Pfarramt an der Martin-Luther-Kirche wurde zum Pfarramt Ost.
Schura war kirchlich zunächst Filiale von Trossingen. 1846 erhielt der Ort eine Pfarrverweserei und 1894 eine eigene Pfarrei. Eine Kirche besitzt Schura seit 1737. Die Nachbargemeinden Durchhausen, Gunningen sowie Weigheim blieben nach der Reformation katholisch. Die überwiegend erst nach dem Zweiten Weltkrieg zugezogenen evangelischen Bewohner wurden der Kirchengemeinde Schura zugeordnet, wobei Gunningen erst mit Wirkung vom 28. Januar 1992 zu Schura kam. Zuvor gehörte Gunningen zur Kirchengemeinde Hausen ob Verena.

### Kirchengemeinde Tuningen

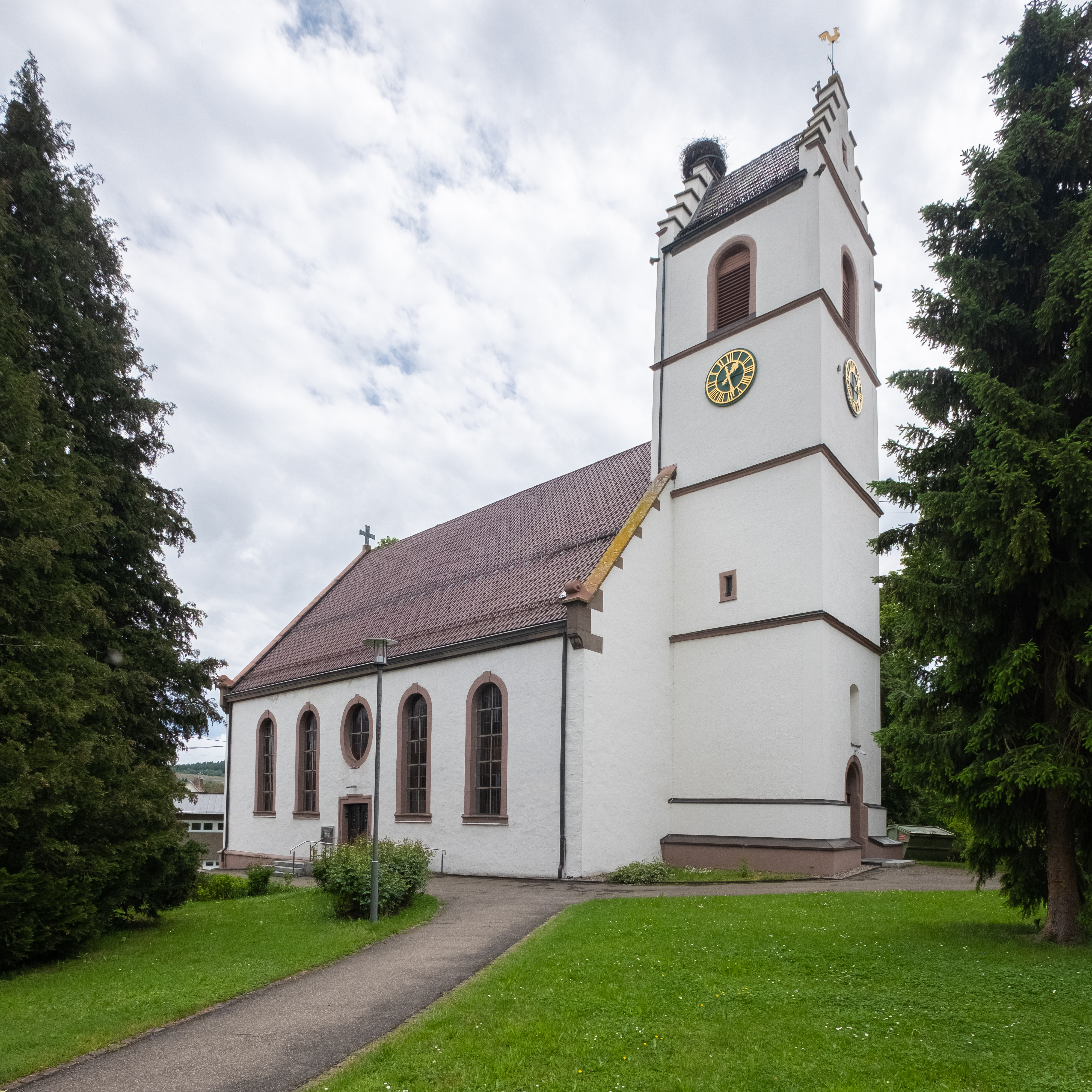
Evangelische Kirche Tuningen

Die Kirchengemeinde Tuningen (ca. 1.300) umfasst die Gemeinde Tuningen. Schon um 1220 wurde in Tuningen ein Pleban und eine Kirche erwähnt. Es handelt sich wohl um eine Wallfahrtskirche, die am 25. April 1338 mit einem Ablassbrief begabt wurde. Die St. Gallus geweihte Kirche stand außerhalb des Ortes zwischen Sunthausen und Tuningen. Wahrscheinlich handelte es sich zunächst um einen Holzbau, der erst später durch einen Steinbau ersetzt wurde. Wohl im Dreißigjährigen Krieg wurde die Kirche abgebrochen. Schon 1537 wurde auf Beschluss des Vogtes und der Bevölkerung gegen den Widerstand der Stadt Villingen die Reformation eingeführt. Erster evangelischer Pfarrer war Johannes Khym. Die heutige Kirche wurde im 17. Jahrhundert innerhalb des Ortes erbaut, der Turm datiert 1686. 1728 bis 1731 wurde sie durch Landbaumeister Georg Friedrich Majer aus Stuttgart zu einer typischen Querkirche mit polygonalem Sakristei-Anbau vergrößert und mit hufeisenförmiger Anordnung von Gestühl und Dreiseiten-Empore auf die Kanzel und darunter/davor den Altar ausgerichtet. Sie erhielt den Namen Michaelskirche, da es vermutlich auf dem Friedhof in Tuningen bereits in vorreformatorischer Zeit eine Michaelskapelle gab, die auch als Pfarrkirche diente. 1857 wurde die Außenfassade samt Turm renoviert. 1901 erfolgte durch Architekt Heinrich Dolmetsch eine historisierende Umgestaltung mit Dachstuhlerneuerung und dem Einbau von Farbverglasungen mit Maßwerk- und Bordüren-Ornamenten aus der Glasmaler-Werkstatt Ludwig & Theodor Wilhelm in Rottweil. 1966 bis 1968 wurde sie innen sowie 1990 außen renoviert. Im Jahre 1766 wird erstmals eine Kirchenorgel in der Tuninger Ortskirche erwähnt, die 1842 durch eine neue Orgel an der Ostempore ersetzt wurde. 1982 erhielt die Kirchengemeinde die heutige Orgel der Firma Georges Heintz aus Schiltach. Von der älteren Ausstattung sind die Kanzel, das Altargitter und der Altar mit aufgesetztem Fünf-Wunden-Kreuz erhalten.
Zwischen 1624 und 1871 wurde Sunthausen als Filialgemeinde von Tuningen mit betreut. In der Zeit von 1635 bis 1649 hatte Tuningen keinen eigenen Pfarrer. Die Kirchengemeinde wurde damals von Aldingen aus mit versorgt. Die Kirchengemeinde Tuningen ist Träger eines Kindergartens („Hegenest“), der auf eine Kleinkinderschule von 1862 zurückgeht.
Als besondere Gruppierungen, die in Verbindung mit der Kirchengemeinde Tuningen stehen, sind die Michael Hahn’sche Gemeinschaft (seit 1860) und die Altpietistische Gemeinschaft (seit ca. 1899) sowie das Blaue Kreuz (ab 1901) zu nennen.

### Kirchengemeinde Tuttlingen
Die Kirchengemeinde Tuttlingen umfasst die Kernstadt von Tuttlingen und die Gemeinde Wurmlingen. Sie wurde mit Wirkung vom 12. November 1989 als Gesamtkirchengemeinde Tuttlingen gebildet, als die bis dahin alleinige Kirchengemeinde Tuttlingen in die zunächst fünf Teilkirchengemeinden Stadtkirchengemeinde Tuttlingen, Martinskirchengemeinde Tuttlingen, Auferstehungskirchengemeinde Tuttlingen, Versöhnungskirchengemeinde Tuttlingen und Erlöserkirchengemeinde Wurmlingen aufgeteilt wurde. Zum 1. Dezember 2013 fusionierten die Martinskirchengemeinde und die Versöhnungskirchengemeinde zur Friedenskirchengemeinde. Die Gesamtkirchengemeinde sowie die Teilkirchengemeinden sind seit 1990 eigenständige Körperschaften des öffentlichen Rechts. Der Tuttlinger Stadtteil Möhringen bildet eine eigene Kirchengemeinde. Die evangelischen Bewohner aus dem Stadtteil Eßlingen gehören zur Kirchengemeinde Talheim, die Evangelischen aus Nendingen (ohne Altental, das seit 1968 zur Kirchengemeinde Tuttlingen gehört) zur Kirchengemeinde Mühlheim an der Donau. Diese drei Kirchengemeinden gehörten nicht zur Gesamtkirchengemeinde Tuttlingen. 2019 vereinigten sich die Teilgemeinden der Gesamtkirchengemeinde Tuttlingen wieder zur Kirchengemeinde Tuttlingen.

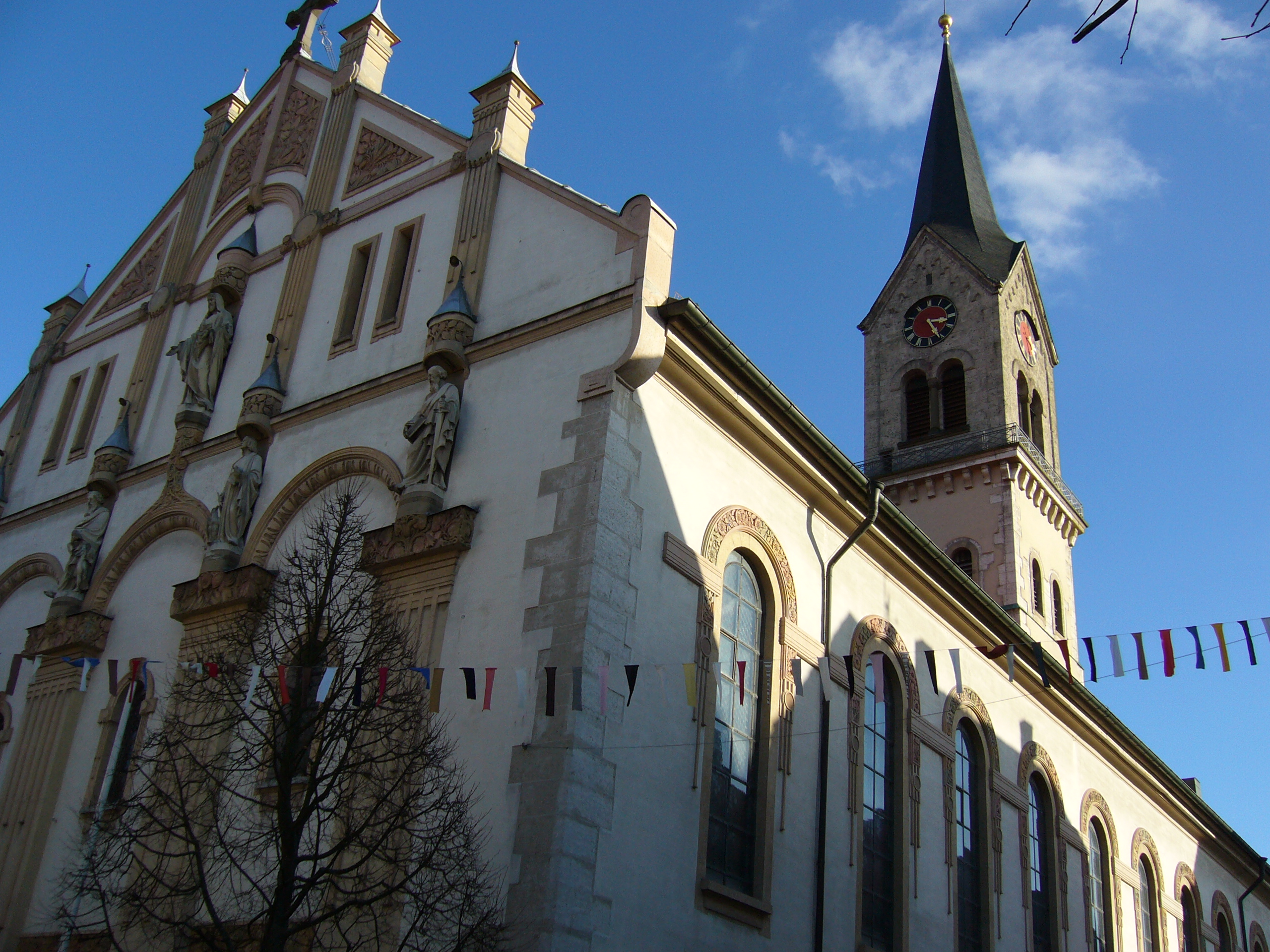
Stadtkirche St. Peter und Paul Tuttlingen

Die Stadtkirchengemeinde Tuttlingen (ca. 3.400) umfasste Teile der Kernstadt von Tuttlingen. Der Abt des Klosters Reichenau war Pleban der Pfarrei in Tuttlingen mit der Frauenkapelle und der St. Martinskaplanei. Pfarrkirche war zunächst die außerhalb der Stadt gelegene Martinskirche. Württemberg führte ab 1535 durch Ambrosius Blarer die Reformation ein. Tuttlingen wurde auch bald Sitz eines Dekanats. Die Martinskirche wurde bei der Schlacht von Tuttlingen 1643 zerstört. Danach wurde die Kirche St. Peter und Paul, heute Stadtkirche genannt, zur Pfarrkirche erhoben. Sie war ursprünglich eine kleine Kapelle, die mehrmals erweitert wurde. Die Ruine der alten Martinskirche wurde 1862 durch eine kleine Kapelle ersetzt. Die Stadtkirche St. Peter und Paul brannte 1803 ab und wurde danach wieder aufgebaut.
Als die Gemeinde durch Zuzug stark anwuchs, wurden 1958 die (neue) Martinskirche, 1966 die Auferstehungskirche und später noch die Versöhnungskirche im Wohngebiet Lohmehlen gebaut. Mit Wirkung vom 12. November 1989 wurde dann die Kirchengemeinde Tuttlingen in fünf eigenständige Teilkirchengemeinden (vier Kirchengemeinden im Stadtgebiet und zusätzlich die Erlöserkirchengemeinde Wurmlingen) aufgeteilt und gleichzeitig die Evangelische Gesamtkirchengemeinde Tuttlingen gebildet, die aus den fünf Teilkirchengemeinden besteht.
Zwischen 1951 und 1963 gehörten auch Bärenthal und Beuron zur Kirchengemeinde Tuttlingen. Diese ehemals hohenzollerischen Orte gehörten bis 1. April 1951 zur Kirchengemeinde Sigmaringen, welche seinerzeit mit anderen Kirchengemeinden von der Evangelischen Kirche der Altpreußischen Union in die württembergische Landeskirche umgegliedert wurde. Dabei wurden u. a. die Orte Bärenthal und Beuron von der Kirchengemeinde Sigmaringen abgetrennt und der Kirchengemeinde Tuttlingen zugeordnet. Nach Bildung der neuen Kirchengemeinde Mühlheim an der Donau 1963 wurden beide Orte wieder von Tuttlingen getrennt und der neuen Kirchengemeinde Mühlheim an der Donau zugeordnet.

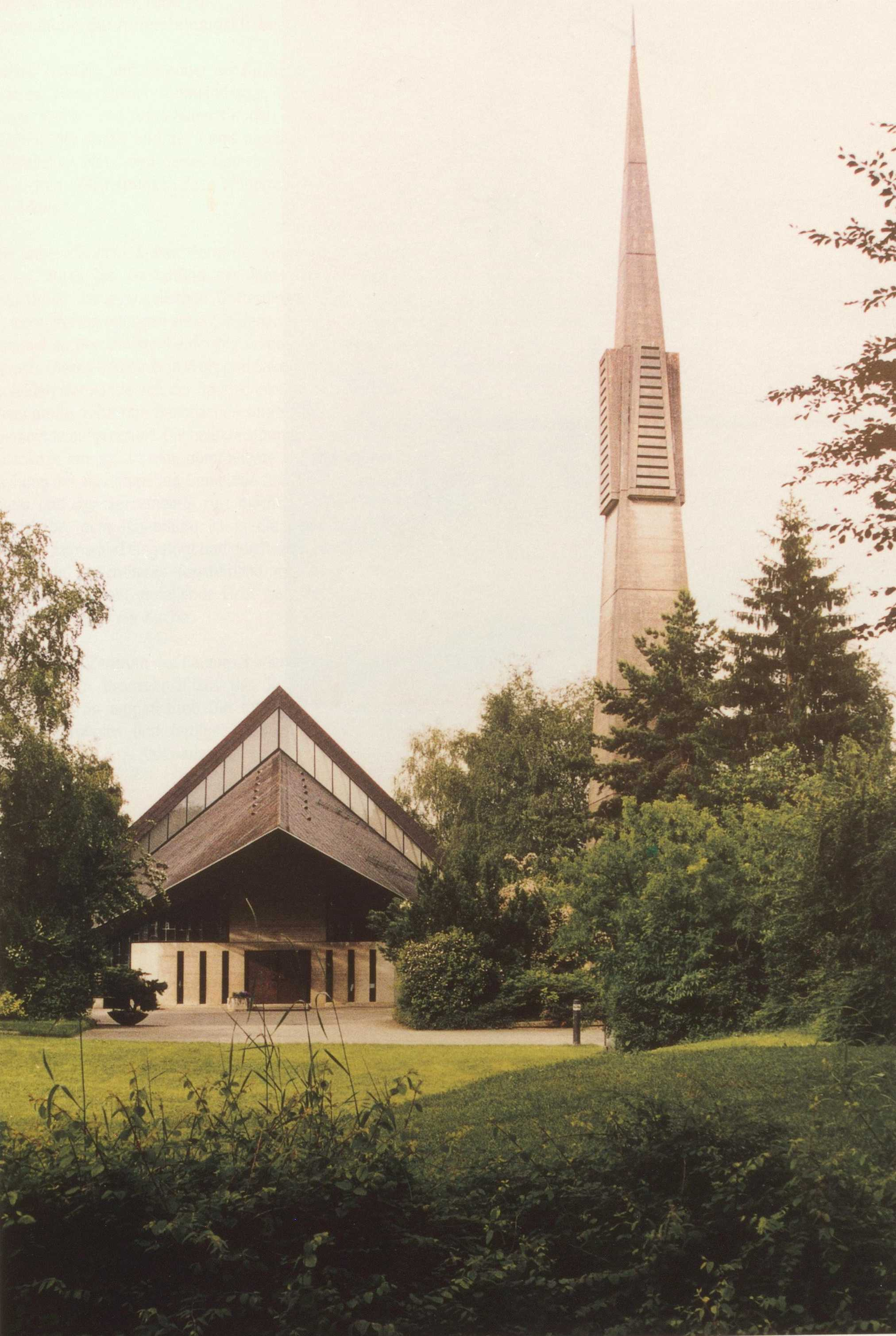
Auferstehungskirche in Tuttlingen

Die Auferstehungskirchengemeinde Tuttlingen (ca. 2.050) umfasste Teile der Kernstadt von Tuttlingen. Bis ins 20. Jahrhundert war die Stadtkirche Tuttlingen die alleinige evangelische Kirche der Stadt. Durch Zuzug wuchs die Kirchengemeinde stark an. So wurde, nach der 1958 erbauten Martinskirche, 1966 die Auferstehungskirche erbaut und mit Wirkung vom 12. November 1989 dort die eigenständige Auferstehungskirchengemeinde Tuttlingen innerhalb der ebenfalls 1989 gegründeten Gesamtkirchengemeinde Tuttlingen errichtet.
Die Martinskirchengemeinde Tuttlingen (ca. 1.700) umfasst Teile der Kernstadt von Tuttlingen. Bis ins 20. Jahrhundert war die Stadtkirche Tuttlingen die alleinige evangelische Kirche der Stadt. Durch Zuzug wuchs die Kirchengemeinde stark an. So wurde 1958 die Martinskirche erbaut und mit Wirkung vom 12. November 1989 dort die eigenständige Martinskirchengemeinde Tuttlingen innerhalb der ebenfalls 1989 gegründeten Gesamtkirchengemeinde Tuttlingen errichtet.
Die Versöhnungskirchengemeinde Tuttlingen (ca. 1.600) umfasste Teile der Kernstadt von Tuttlingen.
Bis ins 20. Jahrhundert war die Stadtkirche Tuttlingen die alleinige evangelische Kirche der Stadt. Durch Zuzug wuchs die Kirchengemeinde stark an. 1986 wurde die Versöhnungskirche als neuste evangelische Kirche erbaut und mit Wirkung vom 12. November 1989 dort die eigenständige Versöhnungskirchengemeinde Tuttlingen innerhalb der ebenfalls 1989 gegründeten Gesamtkirchengemeinde Tuttlingen errichtet.
Die Erlöserkirchengemeinde Wurmlingen (ca. 1.100) umfasste die Gemeinde Wurmlingen. Der Ort blieb nach der Reformation katholisch. Seit dem 19. Jahrhundert zogen auch evangelische Bewohner zu. 1936 waren es siebzig Evangelische. Sie gehörten zur Kirchengemeinde Tuttlingen. Nach dem Zweiten Weltkrieg wuchs die Gemeinde stark an. 1954 konnte sich die Gemeinde eine eigene Kirche, die Erlöserkirche erbauen. 1980 wurde Wurmlingen eigene Pfarrei und mit Wirkung vom 12. November 1989 wurde dort die eigenständige Erlöserkirchengemeinde Wurmlingen innerhalb der ebenfalls 1989 gegründeten Gesamtkirchengemeinde Tuttlingen errichtet.

### Kirchengemeinde Wehingen
Die Kirchengemeinde Wehingen (ca. 2.300) umfasst die Gemeinden Wehingen, Deilingen, Egesheim, Gosheim und Reichenbach am Heuberg. Alle Gemeinden blieben nach der Reformation katholisch. Evangelische Bewohner zogen überwiegend erst nach dem Zweiten Weltkrieg zu. Sie gehörten dann zur Kirchengemeinde Aldingen bzw. im Falle von Egesheim, Königsheim und Reichenbach am Heuberg zur Kirchengemeinde Oberdigisheim (Kirchenbezirk Balingen). Durch Bekanntmachung des Oberkirchenrats vom 18. März 1949 wurden Egesheim, Königsheim und Reichenbach am Heuberg ebenfalls der Kirchengemeinde Aldingen zugeordnet und durch weitere Bekanntmachung vom 14. April 1953 wurde schließlich für alle genannten Gemeinden unter Einbeziehung der bisher zur Kirchengemeinde Rietheim gehörigen Gemeinde Bubsheim die selbständige Kirchengemeinde Wehingen gebildet, nachdem das Kultusministerium mit Schreiben von 21. Januar 1953 die neue Kirchengemeinde als Körperschaft des öffentlichen Rechts anerkannt hatte. 1961 wurde in Wehingen dann auch eine eigene evangelische Kirche erbaut und eine Pfarrei errichtet. Die evangelischen Bewohner aus Bubsheim und Königsheim wurden schließlich mit Wirkung vom 1. Januar 2007 von der Kirchengemeinde Wehingen gelöst und der Kirchengemeinde Rietheim zugeordnet.

## Archivquellen
- Bestand: Visitationsberichte.   Landeskirchliches Archiv Stuttgart. 1581–1822.   Signatur: A 1.
- Bestand: Kirchenvisitationsakten.   Hauptstaatsarchiv  Stuttgart. ca. 1601–1840.   Signatur: A 281.
- Bestand: Ortsakten [mit Digitalisaten der Pfarrbeschreibungen und Pfarrberichten (darin u. a.: Chronik, Filialverhältnisse)].   Landeskirchliches Archiv Stuttgart. ca. 1550–1923.   Signatur: A 29.
- Bestand: Ortsakten [mit Digitalisaten der Pfarrberichten (darin u. a.: Filialverhältnisse)].   Landeskirchliches Archiv Stuttgart. ca. 1924–1966.   Signatur: A 129.
- Bestand: Ortsakten [mit Visitationsberichten].   Landeskirchliches Archiv Stuttgart. ca. 1967–1989.   Signatur: A 229.
- Archivgut: Dekanatsarchive.   Landeskirchliches Archiv Stuttgart.   Signatur: F-Bestände.
- Archivgut: Pfarrarchive.   Landeskirchliches Archiv Stuttgart.   Signatur: G-Bestände.